# Trại Cau (phường)
Trại Cau là một phường thuộc quận Lê Chân, thành phố Hải Phòng, Việt Nam.

## Địa lý
Phường Trại Cau có diện tích 0,30 km², dân số năm 2022 là 11.714 người, mật độ dân số đạt 39.046 người/km².

## Lịch sử
Ngày 15 tháng 1 năm 1981, UBND TP. Hải Phòng ban hành Quyết định số 83/QĐ-UBND về việc thành lập phường Trại Cau thuộc quận Lê Chân.
Ngày 20 tháng 7 năm 2022, HĐND TP. Hải Phòng ban hành Nghị quyết số 26/NQ-HĐND về việc:
- Thành lập tổ dân phố số 1 trên cơ sở 3 tổ dân phố: số 15, số 16, số 17.
- Thành lập tổ dân phố số 2 trên cơ sở tổ dân phố số 1.
- Sáp nhập tổ dân phố số 4 và một phần của tổ dân phố số 2 vào tổ dân phố số 3.
- Thành lập tổ dân phố số 4 trên cơ sở 2 tổ dân phố: số 5, số 6 và một phần của tổ dân phố 2.
- Thành lập tổ dân phố số 5 trên cơ sở tổ dân phố số 13 và tổ dân phố số 14.
- Thành lập tổ dân phố số 6 trên cơ sở 3 tổ dân phố: số 9, số 11, số 12.
- Sáp nhập tổ dân phố số 8 và tổ dân phố số 10 vào tổ dân phố số 7.